# NRS 9-10
De serie NRS 9-10 was een serie van twee stoomlocomotieven voor breedspoor van de Rijn Spoorweg (RS) en later de Nederlandsche Rhijnspoorweg-Maatschappij (NRS).
In navolging van de eerste acht locomotieven 1-8 bestelde de Rijn Spoorweg (RS) een tweetal locomotieven met drieassige tender bij de fabriek van Christiaan Verveer op het Roeterseiland in Amsterdam. Ten tijde van de levering in 1843 was de fabriek reeds opgeheven. Naast de nummers 9 en 10 droegen de locomotieven de namen Rhijn en IJstroom. In 1845 gingen ook zij over naar de nieuw opgerichte Nederlandsche Rhijnspoorweg-Maatschappij (NRS). De locomotieven bevielen slecht en zijn voornamelijk als reserve gebruikt. Nadat de spoorlijn tussen Amsterdam en Arnhem in de jaren 1854 en 1855 was versmald van breedspoor (1950 mm) tot normaalspoor (1435 mm), werden beide locomotieven buiten dienst gesteld en gesloopt.
| Fabrieksnummer | Naam     | NRS nummer | In dienst | Uit dienst | Bijzonderheden |
| -------------- | -------- | ---------- | --------- | ---------- | -------------- |
| 3              | Rhijn    | 9          | 1843      | 1855       |                |
| 4              | IJstroom | 10         | 1843      | 1855       |                |